# Limbuš (Maribor)
Limbuš (deutsch Marburg-Lembach) ist der Name einer Ortschaft und Ortsgemeinschaft (slow. Krajevna skupnost, KS) in der Stadtgemeinde Maribor in Slowenien. Sie liegt im Nordosten des Landes in der historischen Landschaft Spodnja Štajerska (Untersteiermark) und zugleich in der statistischen Region Podravska.
Zur Ortsgemeinschaft gehören neben dem Ort Limbuš die Siedlungen Laznica, Vrhov Dol und der westliche Teil der Siedlung Hrastje.

## Geographie

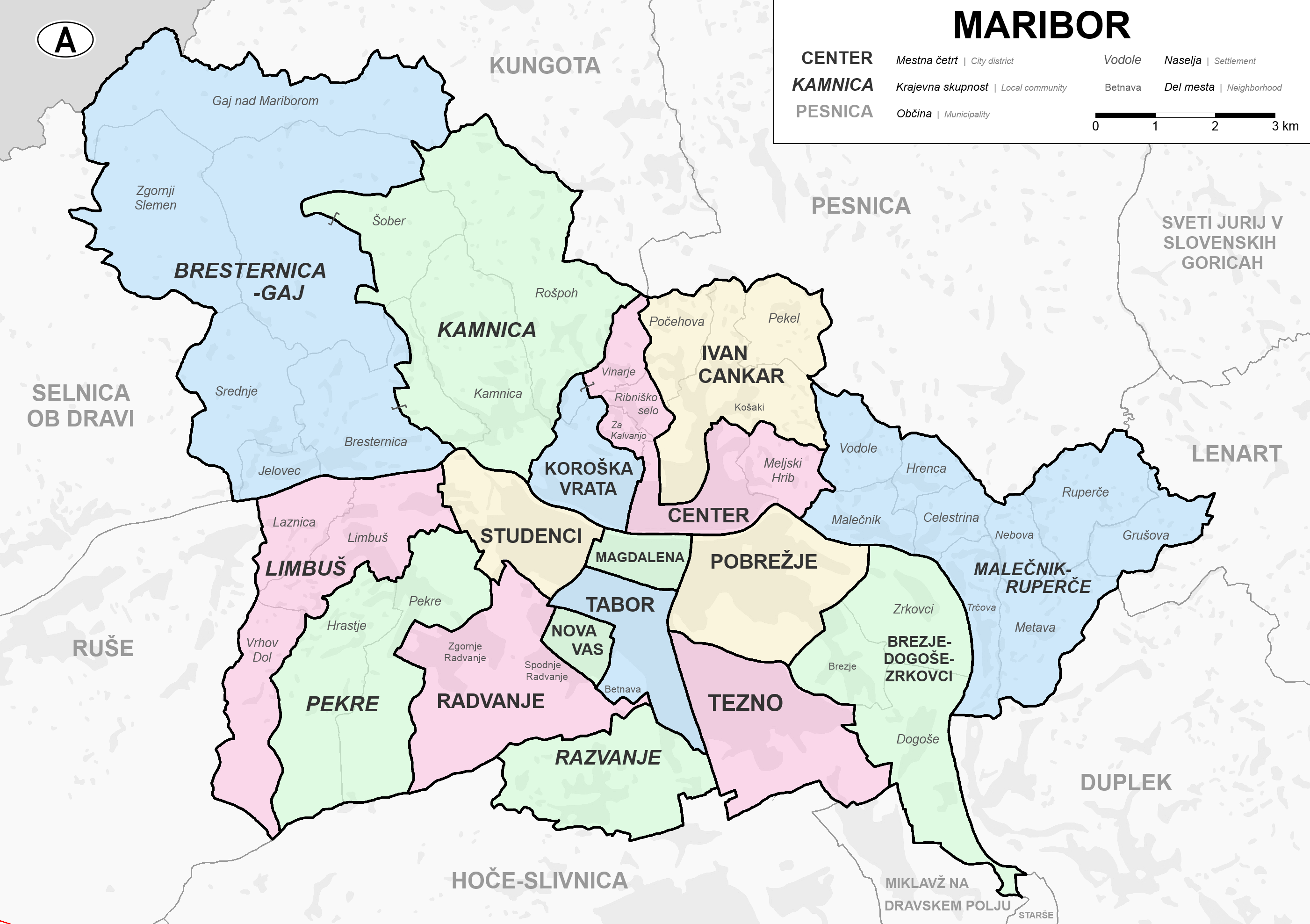
Limbuš liegt im Südwesten der Stadt Maribor

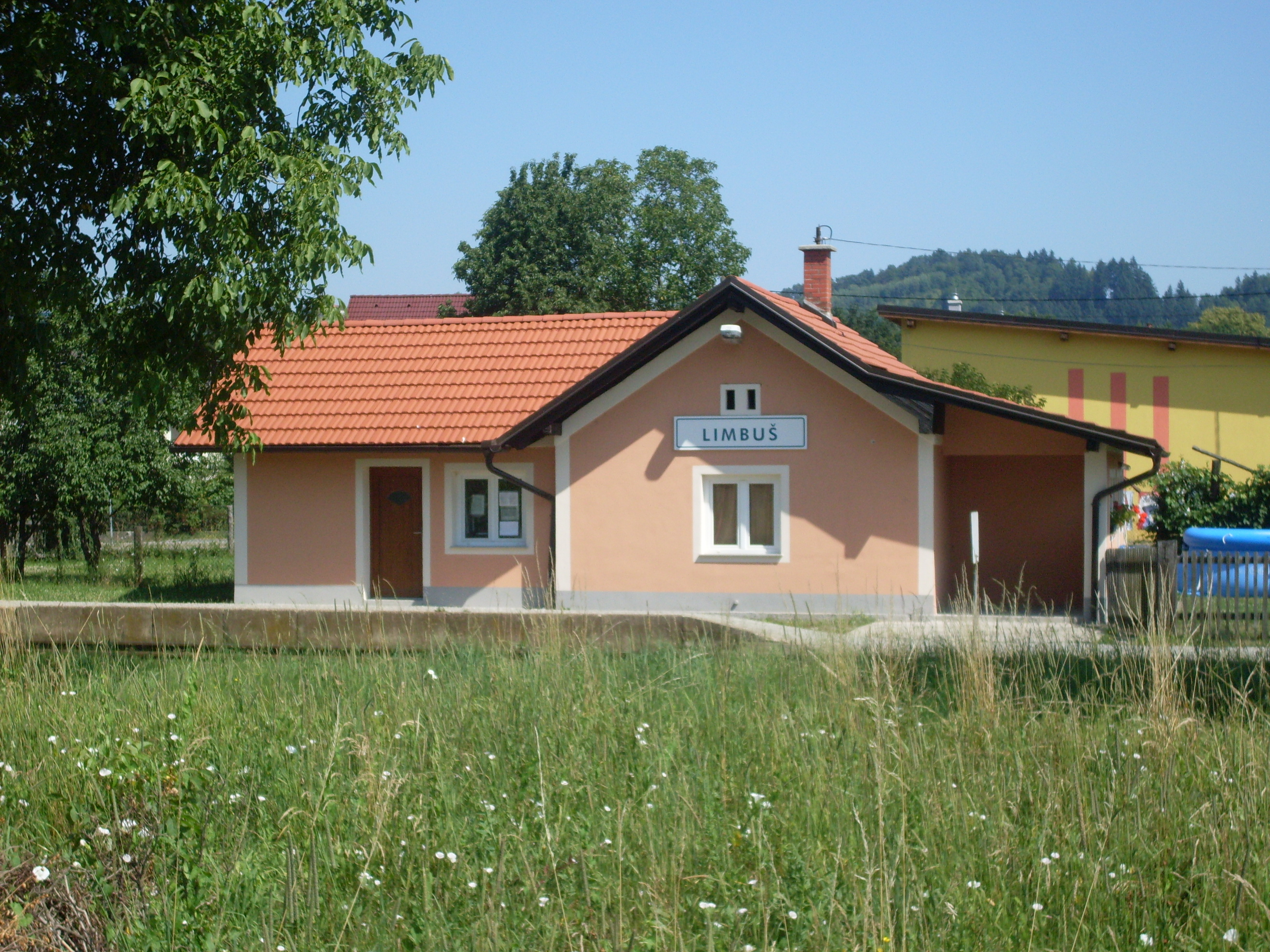
Der Bahnhof von Limbuš

Limbuš liegt am rechten Ufer (südlich) der Drau (Drava), einem Nebenfluss der Donau. Gut 5 km westlich liegt der Nachbarort Ruše (Maria Rast) und etwa 5 km östlich befindet sich das Stadtzentrum von Maribor (Marburg an der Drau), der zweitgrößten Stadt Sloweniens.
Südlich von Limbuš beginnt das Bachergebirge (Pohorje) und weiter nördlich, jenseits der Drau, die Windischen Bühel (Slovenske Gorice). Die nächste weitere Großstadt ist Graz (Gradec), etwa 60 km nördlich in der österreichischen Steiermark. Beide Regionen zusammen bilden heute die Europaregion Graz-Maribor.
Limbuš ist mit dem über 300 km weiter westlich liegenden Südtirol in Italien und dem nahen Maribor im Osten über die Drautalbahn verbunden, einer Ost-West-Eisenbahnverbindung entlang der Drau.
Limbuš ist Sitz des slowenischen Amateurfunkverbands ZRS (Zveza radioamaterjev Slovenije).

## Persönlichkeiten
- Franc Robič (1841–1913), Bezirksschulinspektor und Abgeordneter zum Österreichischen Abgeordnetenhaus